# Imaginary Friend (brano musicale)
Continuando a farmi sognare.»
Imaginary Friend è un brano musicale della cantautrice svedese Tove Lo, nonché la nona traccia del suo secondo album in studio, Lady Wood, rilasciato in tutto il mondo il 28 ottobre 2016 sotto l'etichetta discografica statunitense Island Records.
Si tratta della seconda ballata presente all'interno del suddetto album, succede a Don't Talk About It, precede Keep It Simple e fa parte della seconda sezione del disco, intitolata Fire Fade.
Purché non sia mai stato estratto come singolo, è una delle canzoni della Nilsson preferite dalla critica e una delle tracce che ha ricevuto una maggiore attenzione e accoglienza dai fan.

## Il brano
Imaginary Friend è una canzone interamente in inglese di genere pop dotata di influenze elettroniche e indie, dalla durata esatta di quattro minuti e dodici secondi, scritta esclusivamente da Tove Lo e prodotta da Joel Little e il duo The Struts, composto dai co-nazionali Jakob Jerlström e Ludvig Söderberg, che hanno inoltre realizzato la base strumentale di gran parte delle tracce, mixata da Șerban Ghenea, masterizzata da Tom Coyne e registrata nei Wolf Cousin Studios, a Stoccolma, in Svezia, la patria dell'interprete.
Si tratta di un brano estremamente coinvolgente, personali e ricco di emozioni e confidenze, in cui Tove parla di un "amico immaginario" che crede e ha fede in lei e nel suo talento, a differenza del resto del mondo, che l'ha confortata nei momenti più difficili e confusi della sua vita e della sua carriera e che le dà giornalmente la forza di essere positiva e serena di fronte ai fan e alle telecamere. E soltanto grazie all'amico immaginario da cui è tratto il titolo della canzone, l'unica persona che la conosce realmente, che Tove Lo continua a inseguire i suoi sogni, indossando quindi, metaforicamente un'armatura invincibile senza della quale sarebbe troppo debole per sopravvivere (Got my armor on with superglue; Can power through).
Verso la fine di Imaginary Friend, si può udire la Nilsson parlare e dire: "Non lo so, credo sia più una voce nel mio cuore che mi dice che non c’è nulla d’aver paura".

## Accoglienza
Imaginary Friend ha ricevuto svariati consensi dalla critica. Nella recensione di Lady Wood del blog musicale Booklet Music, Imaginary Friend viene considerato come il più intimo brano dell'intero progetto, una vera e propria rivendicazione del diritto di sognare e avere fiducia in se stessi. The Line of Best Fit, che ha attribuito al disco il voto di 8,5 su 10, ha invece sostenuto che la solitudine espressa nella canzone rappresenti il desiderio dell'interprete di scappare dal dolore straziante di una rottura. Spinditty ha incluso Imaginary Friend nel suo elenco dei momenti più memorabili di Lady Wood, affermando che il tema della ballata sia del tutto creativo e originale e elogiando la breve frase che viene pronunciata dalla Lo al suo termine.

## Esibizioni dal vivo
Tove Lo ha incluso un'innovativa e inedita versione acustica del brano nel suo secondo tour mondiale di concerti dal vivo, il Lady Wood Tour; Essa viene eseguita generalmente per decima, in seguito alla hit Talking Body.